# (1104) Syringa
(1104) Syringa est un astéroïde de la ceinture principale, découvert le 9 décembre 1928 par l'astronome allemand Karl Wilhelm Reinmuth depuis l'observatoire du Königstuhl.
Sa dénomination provisoire était 1928 XA.
Il est nommé en référence au lilas dont le nom latin est Syringa vulgaris.